# مصر: الابتسامة الخالدة (كتاب)
مصر: الابتسامة الخالدة Egypt: The Eternal Smile هو كتاب غير أدبي للكاتب الأمريكي ألن دروري نشر في عام 1980.
عنوانه الفرعي هو "أفكار حول رحلة"

## الموضوع
وهو تدوين لأحداث رحلة قام بها الكاتب عبر مصر برفقة المصور أليكس غوتفريد، في معبد أبو سمبل والإسكندرية. ويتضمن الكتاب معلومات وفيرة عن مصر القديمة وثقافتها والدين.